# Ванская кошка
Ванская кошка (тур. Van kedisi; з.-арм. Վանայ կատու; в.-арм. Վանա կատու; курд. pisîka Wanê) — аборигенная порода домашних кошек, встречающихся рядом с озером Ван в Восточной Анатолии в Турции.
Ванские кошки относительно крупные, имеют мелово-белую шерсть, иногда с рыжеватой окраской на голове и задних конечностях, а также голубые или янтарные глаза или гетерохромию. Этот вид называют «плавающей кошкой», и было замечено, что она плавает в озере Ван.
Широко распространено мнение, что встречающийся в природе тип Ванской кошки является основой турецкой породы Ван, стандартизированной и признанной многими организациями любителей кошек; она была выведена на международном уровне методом искусственного отбора для получения красноватой окраски головы и хвоста на белой шерсти. Однако в собственных трудах одного из основателей породы указывается, что четыре первоначальные кошки, использованные для создания официальной породы, были родом из других районов Турции, кроме района озера Ван. Общий термин «Turkish Vankedisi» используется некоторыми организациями для обозначения полностью белых представителей стандартизированной породы Турецкий Ван.

## История
Сообщалось, что ванские кошки веками обитали в окрестностях города Ван и в районе озера Ван; как долго — неизвестно. Генетические исследования показали, что предок домашней кошки, африканская дикая кошка (Felis lybica), была одомашнена для борьбы с грызунами около 9000 лет назад на Ближнем Востоке когда племена перешли от охотничьего собирательства к растениеводству и оседлому образу жизни.Кроме того, белые пятна у домашних кошек появились на самой ранней стадии одомашнивания кошек и являются одним из свидетельств раннего искусственного отбора. Однако это не обязательно означает, что белые кошки находились в районе Ван все это время.
Аборигенная порода называется Van kedisi (мн. ч. Kedeliri) на турецком, Vana gadu (Վանայ կատու) или Vana katu (Վանա կատու) на западноармянском и восточноармянском языках соответственно и pisîka Wanê на курдском.

## Характеристика
Ванские кошки бывают с полностью белой шерстью или, иногда с жёлтыми пятнами вокруг хвоста и ушей. Согласно документальному фильму Би-би-си 1991 года «Кошки», написанному и представленному Роджером Тейбором, местные жители в районе Вана идентифицируют только полностью белых кошек как ванских кошек.
Их наиболее заметной генетической характеристикой являются миндалевидные глаза, которые часто бывают разного цвета. Наиболее ценные представители этого типа обычно имеют один янтарно-зелёный глаз и один голубой глаз.

### Поведение
Ванские кошки известны благодаря своему плаванию в реке Ван. Это может быть источником популярного, но, возможно, ложного или преувеличенного убеждения, что обычно турецкая порода Ван от природы больше любит воду, чем среднестатистическая кошка.
Лашингтон писала: «Помимо их огромной способности к привязанности и бдительного интеллекта, их выдающейся характеристикой является любовь к воде, которая обычно не рассматривается как кошачий признак. Они не только плещутся в воде и играют с ней, но, как известно, заходят в пруды и даже в корыта для лошадей, чтобы искупаться — вскоре они прославились как „плавающие кошки“.» Неясно, имела ли Лашингтон ввиду кошек района реки Ван или её собственную стандартизированную породу турецких ванов. В документальном фильме Би-би-си о Таборе говорится: «Причина [их] известности в том, что ванские кошки известны как „плавающие кошки.“…. [Здесь] на озере Ван… эти кошки действительно заходят в него и плавают».